# Krotovocultuur
De Krotovocultuur (Russisch: Кротовская культура) was een archeologische cultuur van dierenfokkers in het steppe- en bossteppegebied van het Altaj-gebied in West-Siberië in het bovenste stroomgebied van de Irtysj. De Krotovocultuur omvat de periode vanaf de eeuwwisseling van het 3e en 2e millennium tot de 13e tot 12e eeuw voor Christus. Het is een eerste pre-Andronovo periode waarin brons in West-Siberië werd ontwikkeld.  
De mensen van de Krotovocultuur hielden zich bezig met veeteelt, jacht en visserij. Op het grondgebied van de cultuur werden stenen en bronzen werktuigen gevonden.

## Sejma-Toerbino-fenomeen
De Krotovocultuur vormde samen met de Eloenino, Loginovo en verwandte culturen een onderdeel van het Sejma-Toerbino-fenomeen. 
De stammen van de Krotovo-cultuurcirkel bevonden zich in de steppen, bossteppen en uitlopers van het Altaj-gebied. Het waren metaalbewerkers en veefokkers. Ze ontwikkelden geheel nieuwe ontwerpen van geschachte wapens en kunstmotieven met onder meer paarden, ossen, schapen, en kamelen. 
De andere component van het Sejma-Toerbinocomplex bevond zich in het gebied van de Sajan-hooglanden, waar populaties van de zuidelijke zone van de Oost-Siberische taiga-jagers en vissers woonden. Ze behoorden tot de Glazkovo-, Sjiver- en andere culturen rond de Baikal en het stroomgebied van de Angara, die het bronsgieten en de vervaardiging van vuursteen-, jade- en beenwerktuigen beheersten, en dubbele messen, schrapers en zagen produceerden. Hun kunstmotieven waren slangen, elanden, beren en andere. 
Aangenomen wordt dat de organische versmelting van de Altaj- en Sajan-stammen tot één enkele cultuur plaatsvond in de uitlopers van de steppe tussen de Ob en Irtysj. 
De stammen van de Krotovo- en aanverwante culturen migreerden snel; eerst naar West-Siberië, en vervolgens via noordelijke routes naar de Oeral en Oost-Europa, naar de rivieren Kama en Oka en langs de Wolga naar haar benedenloop. In het noorden verspreidden ze zich naar het stroomgebied van de Petsjora en Vytsjegda, en verder naar de noordelijke regio's van Finland. 
Migraties van de Krotovo-cultuurkringstammen werden getraceerd door typologische artefacten gevonden in begrafenissen en nederzettingen, wapentuig als messen, bijlen, speerpunten, gietvormen voor gevorkte speerpunten en Krotovo-aardewerk, welke zich onderscheidden van de artefacten van de lokale culturen.

## Economie
In de bronstijd gingen de Altaj-populaties over van het jagen en verzamelen naar een productie-economie van veeteelt en landbouw. De vroege Altajers lieten in de zomer hun kuddes koeien, paarden en schapen en geiten grazen op de alpenweiden. In de winter keerden ze terug naar de rivierdalen. Ze bewerkten ook velden en verbouwden gierst, gerst, rogge en andere graansoorten.
Ambachten omvatten metaalbewerking, een ontwikkelde aardewerkproductie, bot- en steenverwerking.
De mensen van de Krotovocultuur hadden geen eigen metaalproductie. Ze verkregen lingots van leveranciers in Altaj, Bergachtige Sjor, Koezbass en Oost-Kazachstan. Hun kunst lag in het beheersen van het gieten in dubbele matrijzen. 